# Unterwilzingen
Unterwilzingen ist ein Ortsteil der Stadt Ehingen im Alb-Donau-Kreis in Baden-Württemberg. 
Der Weiler im Lautertal liegt circa zwei Kilometer südlich von Erbstetten.

## Geschichte

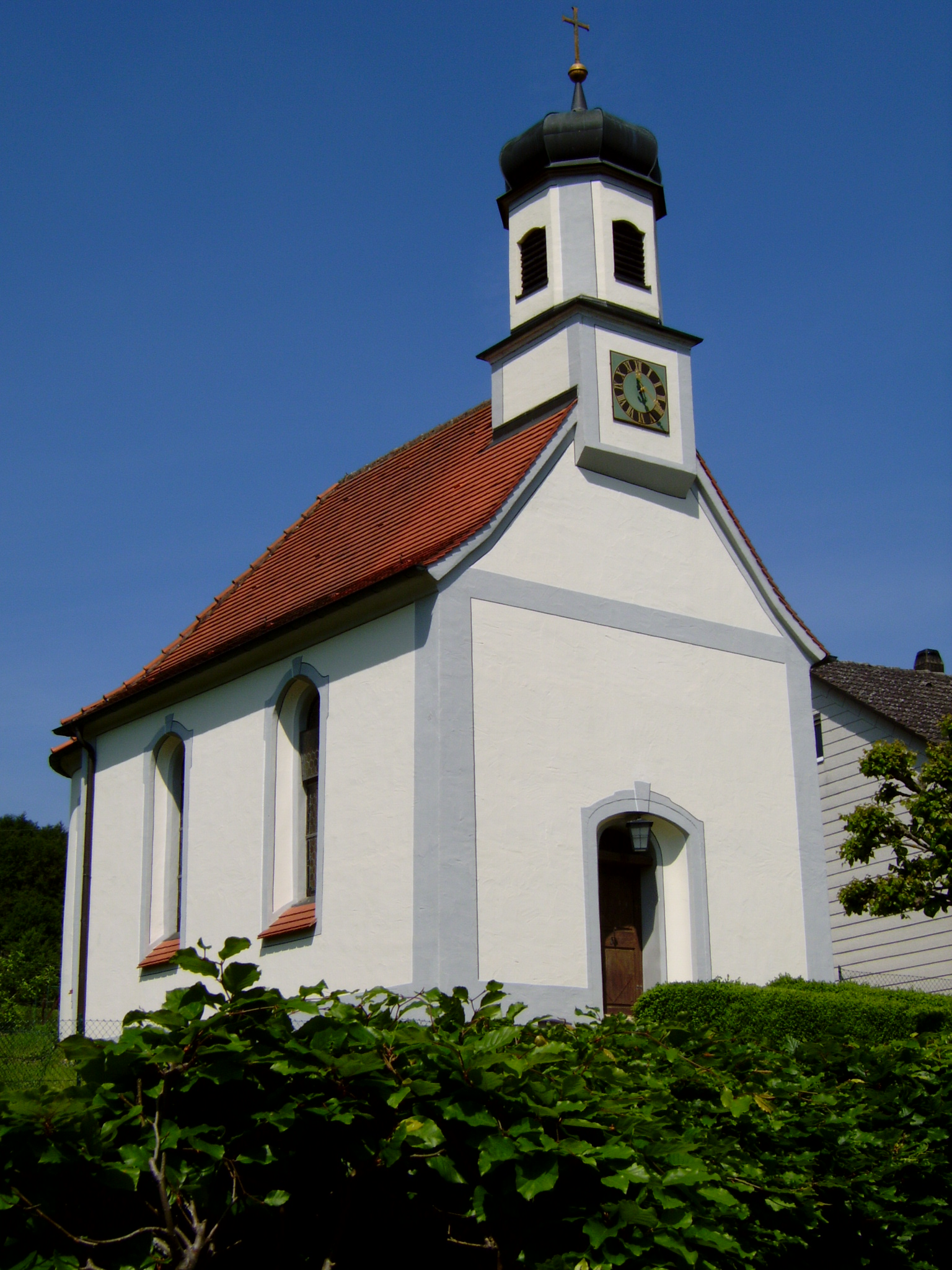
Kapelle St. Georg

Unterwilzingen wird 805 erstmals in einer Urkunde erwähnt. Vermutlich kam der Ort als Zubehör der Burg Monsberg 1379 von den Grafen von Aichelberg an die Familie von Stein und später an die von Freyberg. 
1825 kam Unterwilzingen zur Gemeinde Erbstetten und wurde 1973 mit Erbstetten nach Ehingen eingegliedert.

## Sehenswürdigkeiten
- Kapelle St. Georg, erbaut 1724, erneuert 1908
- Der Kalvarienhain, ein u-förmiger Kreuzweg, wurde 1847 gestiftet und 1898 durch eine Unterwilzinger Familie erneuert. Er wurde im 20. Jahrhundert instand gesetzt.